# Temnora fumosa
Temnora fumosa là một loài bướm đêm thuộc họ Sphingidae. Loài này có ở most habitats throughout châu Phi phía nam Sahara.
Chiều dài cánh trước khoảng 22–28 mm. Cánh trước màu nâu ô liu.

## Phân loài
- Temnora fumosa fumosa
- Temnora fumosa albuquerqueae Darge, 1970 (Sao Tomé & Príncipe)
- Temnora fumosa chanudeti Turlin, 1996 (quần đảo Comoro)